# Il (digramme)
Cette page contient des caractères spéciaux ou non latins. S’ils s’affichent mal (▯, ?, etc.), consultez la page d’aide Unicode.
Pour les articles homonymes, voir IL.
Il (minuscule il) est un digramme de l'alphabet latin composé d'un I et d'un L. 

## Linguistique
- En français le digramme « il » représente généralement la semi-consonne [j] en fin de mot.

## Représentation informatique
À la différence d'autres digrammes, il n'existe aucun encodage de « il » sous la forme d'un seul signe. Il est toujours réalisé en accolant les lettres I et L.